# 霍赫芬

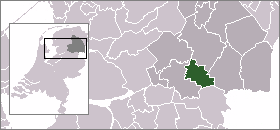

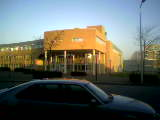

霍赫芬（荷蘭語：Hoogeveen，[ˌɦoːɣəˈveːn] ⓘ）是荷蘭德伦特省的一个市镇，始建於1625年，位於該國東北部，距離該國首都阿姆斯特丹約115公里，面積129.22平方公里，2007年人口54,345，人口密度為每平方公里425人。

## 外部連結
- 官方网站 （页面存档备份，存于）